# Джеймс Кларк (програміст)
Джеймс Кларк (народився 23 лютого 1964) — програміст і творець різних програмних продуктів з відкритим кодом, включаючи groff, expat та кілька XML специфікацій.

## Освіта та раннє життя
Кларк народився в Лондоні і навчався у Charterhouse School та Merton College, Oxford, де вивчав математику та філософію.

## Кар'єра
Кларк живе в Бангкок, Таїланд з 1995 року і є постійним резидентом Таїланду. Він володіє компанією під назвою Thai Open Source Software Center, яка забезпечує йому юридичну основу для його діяльності в сфері відкритого програмного забезпечення. Кларк є автором та творцем groff, а також режиму редагування XML для GNU Emacs.

### Робота над XML
Кларк був технічним керівником робочої групи, яка розробила XML, значно внесши свій вклад у синтаксис тегів для самозакриваючихся порожніх елементів і назву XML. Його внесок у XML згадується у десятках книг на цю тему.[джерело?] Кларк є автором або співавтором ряду впливових специфікацій та реалізацій, включаючи:
- DSSSL: Мова трансформації та стилізації SGML.
- Expat: Відкрите джерело парсер.
- XSLT: XSL Transformations, частина сімейства XSL. Він був редактором специфікації XSLT 1.0.
- XPath: Мова адресації XML документів; використовується XSLT, але також як окрема мова. Він був редактором специфікації XPath 1.0.
- TREX: Дерев'яні регулярні вирази для XML (TREX) є мовою схем для XML.[7] TREX був об'єднаний з RELAX для створення RELAX NG.[7][8]
- RELAX NG: Мова схем XML, з явним XML синтаксисом і компактним синтаксисом. Кларк критично ставився до мови XML Schema (W3C) (також відомої як XSD)[9] і розробив RELAX NG у відповідь.
- Jing: Реалізація RELAX NG.[10]
- Clark Notation: Спосіб компактного вираження XML-імені.[11]
- Ballerina: Ballerina є мовою програмування загального призначення з відкритим кодом для розробників додатків.

Кларк зазначений як член робочої групи, яка розробила API для обробки потоків Java для XML (StAX) JSR 173 у JCP.

### Агентство з просування індустрії програмного забезпечення (SIPA)
З листопада 2004 року до кінця 2006 року Кларк працював в Агентстві з просування індустрії програмного забезпечення Таїланду (SIPA), щоб просувати вільне програмне забезпечення та відкриті стандарти в країні. Ця робота включала сприяння локалізації тайських версій офісного пакету OpenOffice.org та веб-браузера Mozilla Firefox, а також інших пакетів вільного програмного забезпечення.
Інші проекти SIPA включають:
- Chantra: Тайський проект з відкритим кодом з програмами для Windows, подібний до проекту OpenCD.
- Suriyan GNU/Linux: Зручна система "мгновенного сервера" для малих і середніх компаній[13], що не слід плутати з новим, несумісним проектом SIPA з подібною назвою, Suriyan Linux Live CD.[14]